# Eremogone stenomeres
Eremogone stenomeres är en nejlikväxtart som först beskrevs av Eastwood, och fick sitt nu gällande namn av S. Ikonnikov. Eremogone stenomeres ingår i släktet Eremogone och familjen nejlikväxter. Inga underarter finns listade i Catalogue of Life.